# Ahmed Aboul Gheit

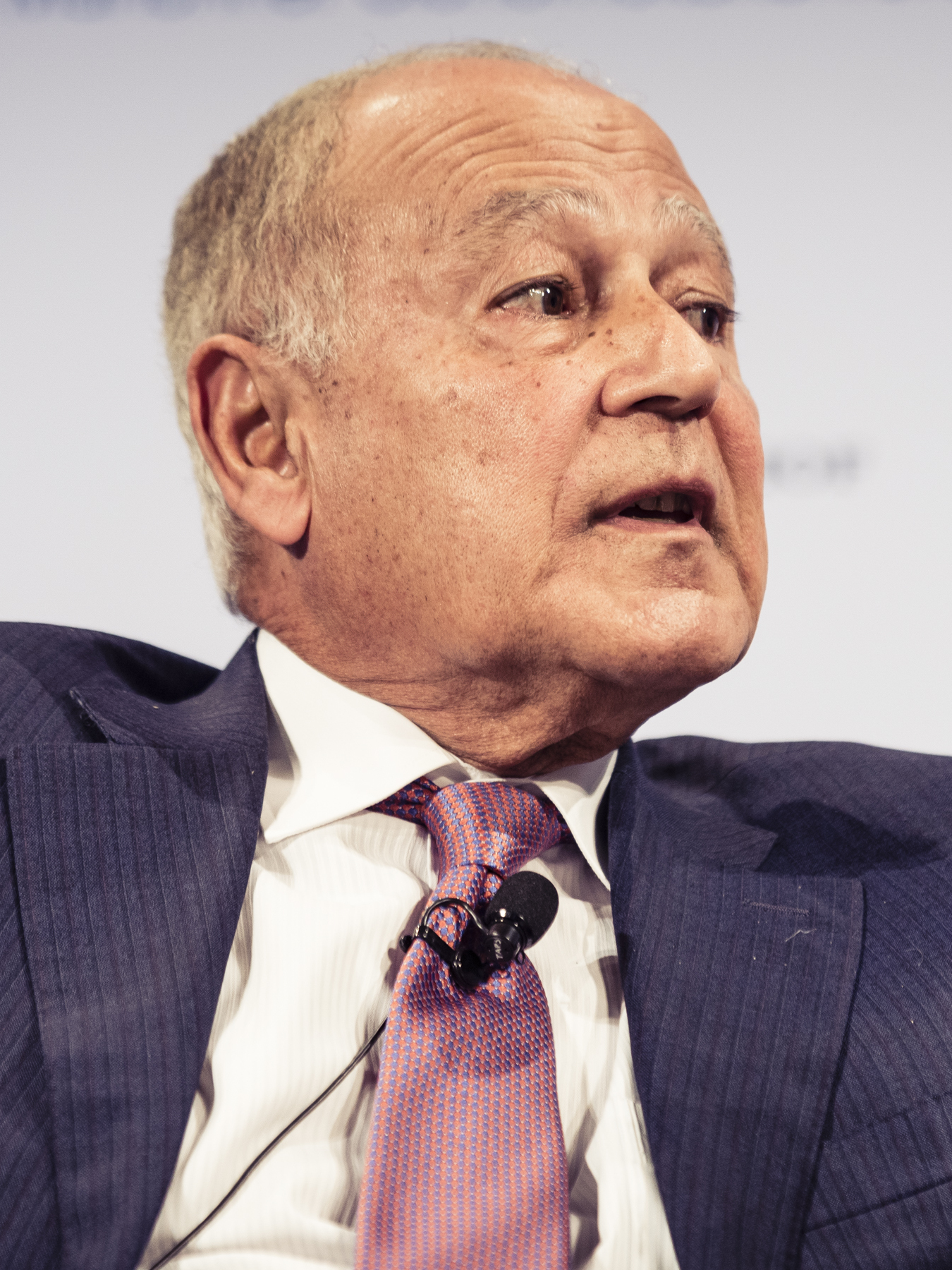
Ahmed Aboul-Gheit während der 55. MSC 2019

Ahmed Aboul Gheit (arabisch أحمد أبو الغيط, DMG Aḥmad Abū l-Ġaiṭ; auch: Abu al-Ghayt oder Abu El Gheyt) (* 12. Juni 1942 in Heliopolis, Kairo) ist ein ägyptischer Diplomat und Politiker. Im März 2016 wurde er zum Generalsekretär der Arabischen Liga gewählt.

## Biografie
Nach seinem Eintritt in den Diplomatischen Dienst begann er seine Laufbahn als Dritter Sekretär der Botschaft in Zypern. Anschließend wurde er Erster Sekretär an der Ständigen Vertretung von Ägypten bei den Vereinten Nationen in New York sowie 1984 Politischer Berater der Botschaft in der Sowjetunion.
1992 erfolgte seine Berufung zum Botschafter in Italien. Als solcher war er bis 1996 zugleich auch in San Marino und Mazedonien akkreditiert. Zuletzt erfolgte 1999 seine Ernennung zum Ständigen Vertreter bei den Vereinten Nationen in New York.
Am 10. Juli 2004 wurde er vom neuen Premierminister Ahmad Nazif zum neuen Außenminister und Nachfolger von Ahmed Maher ernannt und blieb es bis zum 6. März 2011. In dieser Funktion begann er im Dezember 2005 mit der Vermittlung im Bürgerkrieg im Tschad sowie im Darfur-Konflikt.
Am 11. Januar 2006 berichtete die Zürcher Zeitung SonntagsBlick über ein im November 2005 vom Schweizerischen Geheimdienst abgefangenes Fax des ägyptischen Außenministers an seinen Londoner Botschafter, das als Bestätigung illegaler Praktiken der USA in ihrem „Krieg gegen den Terror“ auf europäischem Boden interpretiert werden kann. Der Außenminister wörtlich:
„Laut „eigenen Quellen“ [wurden] tatsächlich 23 irakische und afghanische Bürger auf dem Stützpunkt ‚Mihail Kogălniceanu‘ in der Nähe der Stadt Constanza am Schwarzen Meer verhört.“ Weiter werden die Existenz ähnlicher Verhörzentren in der Ukraine, im Kosovo, in Mazedonien und Bulgarien und ein Einfliegen von Gefangenen auf dem polnischen Stützpunkt Szymany erwähnt.
Zu dem Papstzitat von Regensburg von Papst Benedikt XVI. bei dessen Deutschlandbesuch am 12. September 2006 führte Aboul Gheit aus:
„Dieses war eine sehr unglückliche Darstellung und es ist eine Darstellung, die zeigt, dass es einen Mangel am Verstehen des wahren Islam gibt. Und aufgrund dessen sind wir hoffnungsvoll, dass solche Darstellungen und solche Positionen nicht in der Absicht gemacht werden, um Spannungen und Misstrauen und gegenseitige Beschuldigungen zwischen Muslimen und dem Westen aufzubrühen.“
Am 28. Dezember 2008 gab er bekannt, dass die Hamas den Transfer von Palästinensern nach Ägypten verhindere, die bei der Operation Gegossenes Blei der Israelischen Streitkräfte (IDF) gegen Einrichtungen und Mitglieder der Hamas im Gazastreifen, die am 27. Dezember 2008 begann, verletzt wurden.